# No grazie
No grazie è un singolo del rapper italiano Junior Cally, pubblicato il 6 febbraio 2020 come primo estratto dalla riedizione del secondo album in studio Ricercato.
Scritto dal rapper stesso insieme a Jacopo Ettorre, Federico Mercuri, Giordano Cremona, Eugenio Maimone e Leonardo Grillotti, il brano è stato presentato al Festival di Sanremo 2020, segnando la prima partecipazione di Junior Cally alla kermesse musicale. Si classifica al 22º posto.

## Video musicale
Il videoclip, diretto da Federico Cangianiello, è stato pubblicato il 6 febbraio 2020 sul canale YouTube del cantante.

## Classifiche
| Classifica (2020) | Posizione massima |
| ----------------- | ----------------- |
| Italia            | 23                |